# Фастівський замок

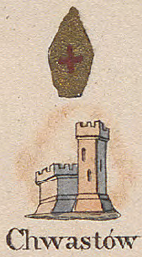
Фастівський замок на мапі Зигмунда Герстмана

Фастівський за́мок — оборонна споруда у місті Фастові, зведена в 1595 році. Зруйнована наприкінці XVIII століття.

## Опис і розташування
У центрі міста городище у вигляді трапеції, площею 3642 кв. м. Було оточене валом. Мало підземні ходи.

## Історія
Замок у Фастові зведений біскупом Йосифом Верещинським в останній чверті XVI століття. Частково зруйнований набігами татар.
Значно укріплений та розбудований за часів Семена Палія. Зруйнований наприкінці XVIII століття. Його залишки зобразив Наполеон Орда на малюнку «Замок оборонний Палія» (1868—1870).